# تحفه الملوک
تحفه الملوک اثریست که نویسنده و تاریخ نگارش آن ناشناخته است و دربرگیرنده شمار زیادی لطایف تاریخی می‌باشد و در باب سلجوقیان نیز، حکایت‌هایی پیرامون طغرل، سنجر و ملکشاه در آن بیان شده است و حدس بر این است که در آناتولی به نگارش درآمده‌ است.